# Roquetas de Mar

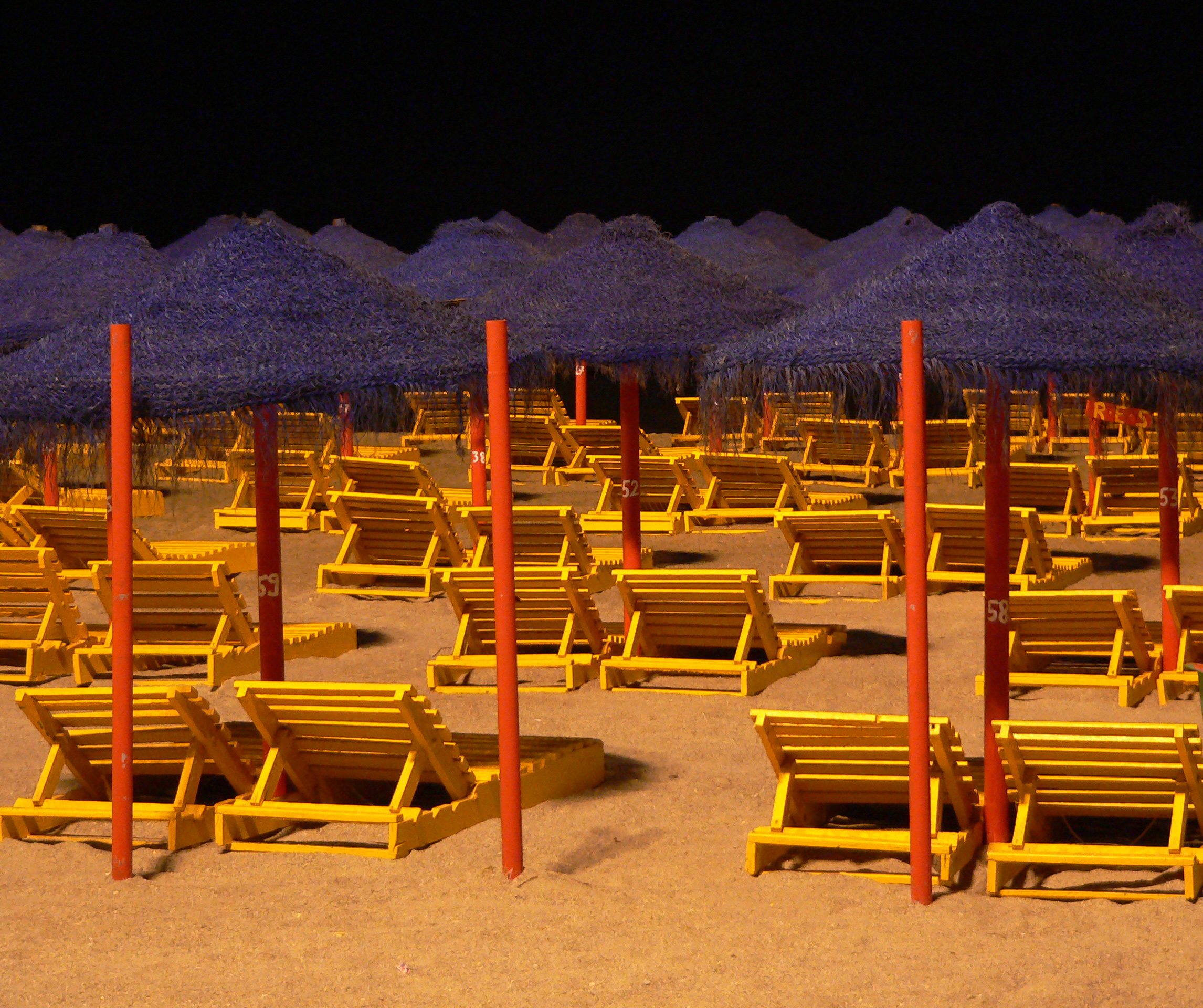
Platja nocturn de Roquetas de Mar

Roquetas de Mar és una localitat de la província d'Almeria, Andalusia. L'any 2006 tenia 71,740 habitants. La seva extensió superficial és de 60 km² i té una densitat de 1.195,7 hab/km². Les seves coordenades geogràfiques són 36° 46′ N, 2° 36′ O. Està situada a una altitud de 10 metres i a 19 quilòmetres de la capital de la província, Almeria. Limita amb Enix, Vícar, La Mojonera i El Ejido.

## Toponímia
Al llibre d'Apeo y Repartimiento de la Taha de Felix de 1573, la platja del castell de Santa Ana hi apareix anomenada com a “Las Roquetas”, al·ludint a diverses roques que s’hi trobaven. A la cartografia administrativa del segle xvii l'enclavament apareix com “la Roqueta” o “las Roquetas”. El sufix diminutiu "-eta" indica el seu probable origen català. La coneguda presència continuada de pescadors valencians en aquesta part de la costa sembla confirmar aquest origen del topònim. La denominació 'de Mar' fou afegida pel Reial Decret el 2 de juliol de 1916, per a evitar la confusió amb el municipi de Roquetes.

## Demografia
| 1996   | 1998   | 1999   | 2000   | 2001   | 2002   | 2003   | 2004   | 2005   | 2006   |
| ------ | ------ | ------ | ------ | ------ | ------ | ------ | ------ | ------ | ------ |
| 37.237 | 40.582 | 42.333 | 44.370 | 47.570 | 50.954 | 53.815 | 58.519 | 65.886 | 71.740 |

## Divisió municipal
| Entitat de Població            | Pob. (2006) |
| ------------------------------ | ----------- |
| Roquetas de Mar                | 36.013      |
| Aguadulce                      | 13.534      |
| Campillo del Moro              | 7.664       |
| El Parador de las Hortichuelas | 6.683       |
| Urbanización de Roquetas       | 3.183       |
| Cortijos de Marín              | 2.065       |
| Las Marinas                    | 2.031       |
| El Solanillo                   | 567         |